# Enicospilus wanius
Enicospilus wanius là một loài tò vò trong họ Ichneumonidae.